# Norra Finnsjön
Norra Finnsjön är en sjö i Söderhamns kommun i Hälsingland och ingår i Ljusnans huvudavrinningsområde. Sjön har en area på 0,165 kvadratkilometer och ligger 95,3 meter över havet.

## Delavrinningsområde
Norra Finnsjön ingår i det delavrinningsområde (678466-155866) som SMHI kallar för Utloppet av Norra Finnsjön. Medelhöjden är 106 meter över havet och ytan är 0,86 kvadratkilometer. Det finns inga avrinningsområden uppströms utan avrinningsområdet är högsta punkten. Vattendraget som avvattnar avrinningsområdet har biflödesordning 3, vilket innebär att vattnet flödar genom totalt 3 vattendrag innan det når havet efter 42 kilometer. Avrinningsområdet består mestadels av skog (69 procent). Avrinningsområdet har 0,16 kvadratkilometer vattenytor vilket ger det en sjöprocent på 18,9 procent.